# 定州 (南梁)
定州，是南北朝的州。
梁武帝天监十三年（514年），南梁为抵御北魏，任命蛮族田超秀为定州刺史，在蒙笼城（今湖北省麻城市东北）设置定州，下辖建宁郡。大宝元年（550年）正月，定州刺史田聪能归降东魏，东魏定州下辖弋阳郡、北建宁郡、汝阴郡、新蔡郡、安定郡五郡，治所在弋阳郡蒙笼城。北齐又称南定州，下辖弋阳郡、北建宁郡、阴平郡、定城郡，北周夺得后一度改为亭州。隋文帝开皇三年（583年）南定州、弋阳郡、北建宁郡、阴平郡、定城郡全被废除，信安县地入黄州。
南梁普通四年（523年）在布山（今广西桂平市西南）设置定州，为区别麻城的定州，称之为南定州。